# География Аляски

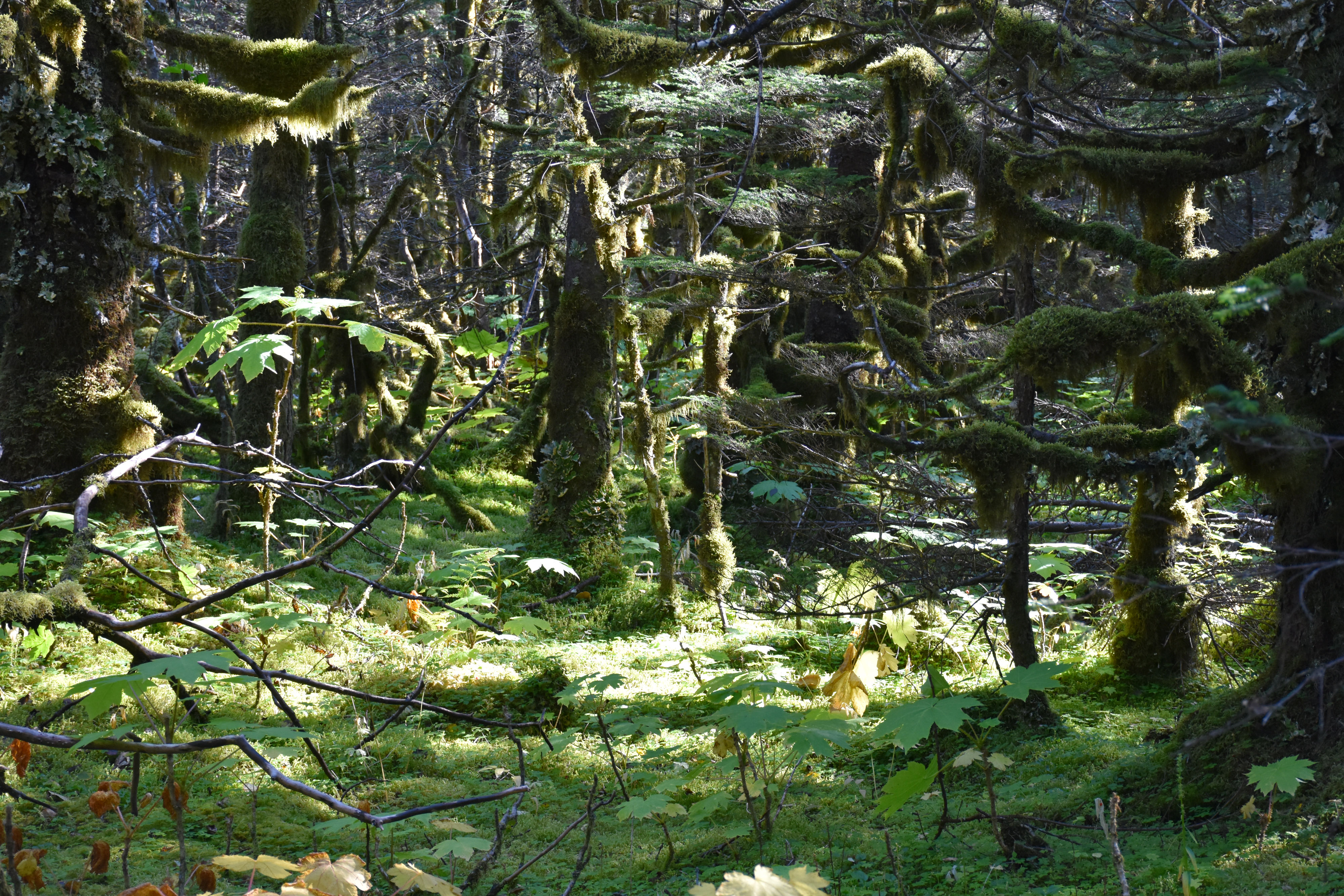
Национальный лес Тонгасс

Аляска (англ. Alaska) — штат США, расположенный на крайнем северо-западе
континента, отделён от Чукотского полуострова (Россия) Беринговым проливом, на востоке граничит с Канадой, на западе на небольшом участке Берингова пролива — с Россией. Состоит из материковой части и большого числа островов: архипелаг Александра, Алеутские острова, Острова Прибылова, остров Кадьяк, остров Святого Лаврентия. Омывается Северным Ледовитым и Тихим океанами. На Тихоокеанском побережье — Аляскинский хребет; внутренняя часть — плато высотой от 1200 м на востоке до 600 м на западе; переходит в низменность. На севере — хребет Брукса, за которым расположена Арктическая низменность. Юго-Восточная Аляска — узкая полоса между Тихим океаном и Британской Колумбией. Расстояние между самой западной и самой восточной точками примерно соответствует расстоянию между Майами и Лос-Анджелесом.
Площадь штата — 1 717 854 км², наибольшая среди штатов. Площадь лесов составляет 129 млн акров, примерно 516тыс км² 51,6млн га ~30% площади штата 
Гора Денали (6190 м) — самая высокая точка не только штата, но и всей Северной Америки. Вулкан Бона (5005 м) — самый высокий вулкан США. На Аляске находятся 23 из 104 горных вершин США, имеющих абсолютную высоту более 4000 метров и относительную — более 500 метров. Десять самых высоких горных вершин США находятся на Аляске, двенадцать из тринадцати самых высоких горных вершин страны расположены там же. Всего на Аляске находятся 61 вершина абсолютной высотой более 3000 метров. Низшая точка — уровень Мирового океана.
В 1912 году в результате извержения вулкана возникла Долина десяти тысяч дымов и новый вулкан Новарупта. Северную часть штата покрывает тундра. Южнее расположены леса. В состав штата входит остров Малый Диомид (остров Крузенштерна) в Беринговом проливе, расположенный на расстоянии 4 км от острова Великий Диомид (остров Ратманова), принадлежащего России.
На Тихоокеанском побережье климат умеренный, морской, относительно мягкий; в остальных районах — арктический и субарктический континентальный, с суровыми зимами. В центральных районах летом возможна жара, а зимой одна из низких температур Американского континента.
На территории штата расположено восемь национальных парков.